# Livedo racemosa
Als Livedo racemosa (auch Vasculitis racemosa) bezeichnet man eine netzartige rötlich-livide Hautzeichnung, die idiopathisch oder in Zusammenhang mit einer Vielzahl anderer systemischer Erkrankungen, besonders Autoimmunerkrankungen und Vaskulitiden,  auftreten kann.

## Symptome und Beschwerden
Die netzartigen Hautveränderungen treten vor allem an Beinen, Oberarmen und Stamm auf und werden oft durch Kälte verstärkt. Treten die Beschwerden in Zusammenhang mit systemischen Erkrankungen auf, ist die Häufigkeit des Auftretens von der Grunderkrankung abhängig. Die idiopathische Form betrifft hauptsächlich junge Erwachsene und Frauen mittleren Alters. Bei dieser Form werden auch Ulzerationen an den Beinen beobachtet. Eine weitere Variante mit Beteiligung kleiner Gehirnarterien stellt das
Sneddon-Syndrom dar. Hier sind Epilepsien, Gesichtsfeldausfälle oder sogar Schlaganfälle Komplikationen.

## Pathogenese
Durch Proliferation glatter Muskelzellen und Endothelzellen der kleinen und mittelgroßen Blutgefäße der Haut beispielsweise bei entzündlichen Prozessen kommt es zur Stenose oder einem Verschluss derselben. Oft wird dies durch Kälte verstärkt. Alternativ kann der Verschluss auch seine Ursache in einer erhöhten Viskosität des Blutes haben, was zur Stockung des Blutflusses und zur Bildung von Mikrothromben führen kann. Durch den unterbrochenen oder ungenügenden Blutzufluss in einzelne Hautareale kommt es zu unregelmäßiger und regional stark schwankender Sauerstoffversorgung des Gewebes. Sauerstoffarmes Blut ist dunkler als sauerstoffreiches Blut, weswegen es zu einem Nebeneinander von rosiger und bläulich-livider Hautfarbe kommt.

## Ursachen
Nicht immer ist eine Ursache für die Hauterscheinung zu finden (idiopathische Livedo racemosa), jedoch findet man sie in Zusammenhang mit einer Reihe von Systemerkrankungen. Sie kann unter anderem vorkommen bei:
- Polyarteriitis nodosa
- Endangiitis obliterans
- bakterieller Endokarditis
- Lupus erythematodes
- Livedovaskulopathie
- Dermatomyositis
- Syphilis
- Tuberkulose
- rheumatoider Arthritis
- arterieller Embolie
- kutanem B-Zell-Lymphom
- Kryoglobulinämie
- Hypertonie
- Pankreatitis
- Arteriosklerose
- Pseudohyperparathyreoidismus
- Hepatitiden
- Phospholipid-Antikörper-Syndrom